# Tonantius Ferreolus (sénateur)
Pour l’article homonyme, voir Tonantius Ferreolus.

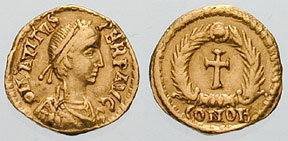
Pièce à l'effigie d'Eparchus Avitus, noble gallo-romain, empereur romain d'Occident (455 - 456), contemporain de Ferreolus.

Tonantius Ferreolus, ou Tonance II Ferréol, né vers 450 et mort après 517, est un aristocrate et sénateur gallo-romain de la fin du Ve siècle et du début du VIe siècle. C'est grâce au poème de Sidoine Apollinaire, intitulé : Panégyrique de Narbonne que nous connaissons Tonantius Ferreolus. Il est sénateur de la Gaule narbonnaise de 479 à 517 et vit presque toute sa vie à Narbonne.

## Biographie

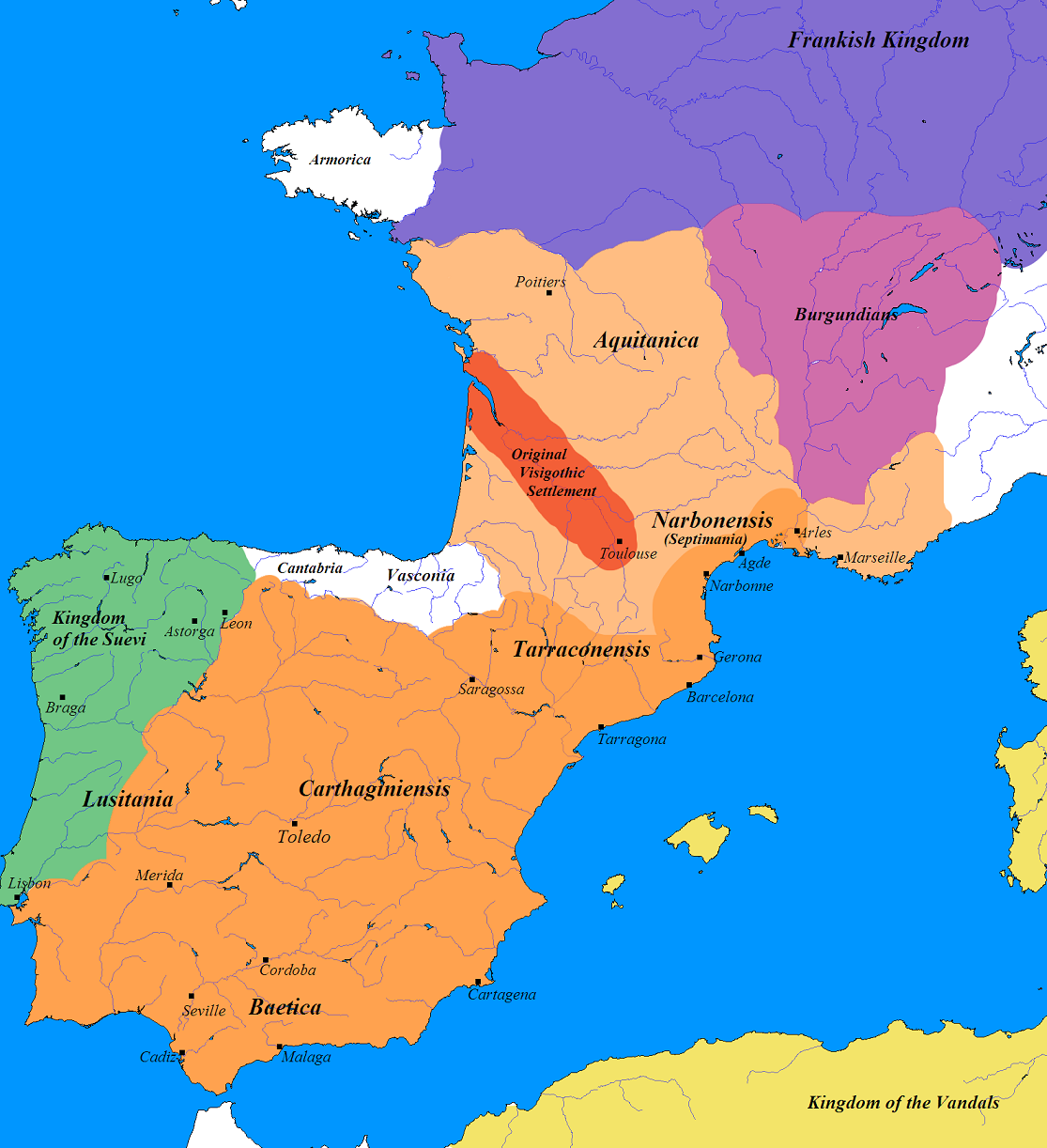
La Gaule vers 500, occupations barbares.

### Famille et jeunesse
Son père, Tonantius Ferreolus, est préfet du prétoire des Gaules à Arles, de 450 à 452-453. Il est un descendant par sa grand-mère paternelle de la grande famille des Syagrii. Il est aussi un proche de Sidoine Apollinaire, par sa mère, Papianilla. Son père a des terres aux alentours de Nîmes, et une villa appelée Prusianus sur les bords du Gardon, dont Sidoine Apollinaire, décrit la beauté.
Les Acta Firmini, rédigées au XIIe siècle indiquent que son fils Saint Firmin d'Uzès âgé de 12 ans rejoint son parent Roricius (vers 457-538), troisième évêque d’Uzès, ce qui est possible, mais il est difficile d'en savoir plus. Il est même probable que ce Roricius ne soit pas l'évêque d'Uzès (son épiscopat allant de 533 à 538, alors que Saint Firmin est né vers 480), mais un évêque homonyme de Limoges.
Pendant son enfance il vit entre 469 et 475 à Rome. Grâce à l’importante bibliothèque de son père il peut lire Varron, Horace et tous les auteurs de l’antiquité. Il séjourne assez souvent comme toute sa famille dans leur villa de Prusianus, sur les bords du Gardon, entre Nîmes et Clermont en Auvergne.

### Son mariage
Tonantius Ferreolus se marie avec une certaine Industria. Sa filiation n'est pas connue par des textes, contemporains ou ultérieurs, mais sur la base de l'onomastique et du contenu de la Vita Firmini, Christian Settipani propose qu'elle soit fille du comte Ennodius et d'une sœur de Ruricius, évêque de Limoges. Le comte Ennodius, serait, quant à lui fils de Felix Ennodius, proconsul d'Afrique en 423, frère de Camille, sénateur à Arles en 461 et de Firmin, également sénateur à Arles mort en 473, lequel est père de Magnus Félix Ennodius, évêque de Pavie de 514 à 521.

### Carrière politique
Tonantius Ferreolus se distingue, selon Sidoine Apollinaire, par son inclination naturelle et son goût pour les lettres. Il est vir clarissimus entre 507 et 511, puis  sénateur romain entre 479 et 517. Il vit à Narbonne, ville dont il est le représentant au Sénat romain. À Rome, le Sénat continuera d'exister jusqu'à la fin du VIe siècle. Tonantius Ferreolus rend visite à son cousin Saint Apollinaris de Valence en 517.
Les Apollinaire et les Ferréol cherchent à sauver l'empire, leur pays et leurs vies. Ils réussissent pendant quelques courtes périodes à maintenir une certaine indépendance entre les Francs et les Wisigoths.

### Descendance

Les « domaines francs » en 511 issus de Clovis, roi des Francs.

Les invasions barbares du Ve siècle ne font pas disparaître d’un coup les structures romaines de l’Occident. Les barbares ne représentent en effet que 5 % de la population de l’Occident. L’interdiction des mariages mixtes par les Francs montre la peur de perdre leur identité. D’ailleurs leurs unions avec des femmes gallo-romaines restent relativement rares. Elles sont plus fréquentes avec les autres peuples qui envahissent l’empire. Les enfants de Tonantius Ferreolus et d’Industria, sont :
- Firmin d'Uzès (ca.480-553), 4e évêque d'Uzès de 538 à 553 ;
- Fadence ou Fidentius, marié à une Sidonia, probable petite-fille de Sidoine Apollinaire, et père de :
  - Saint Ferréol, 5e évêque d'Uzès de 553 à 581[9] ;
- probablement un fils peut-être nommé Ferréol, et sénateur dans la région de Narbonne, marié à une fille de Chlodéric, roi de Cologne[10], et père de :
  - Ansbert, sénateur gallo-romain, se dévoue à la cause des rois d’Austrasie. Des généalogies carolingiennes datant du IXe siècle lui attribuent pour épouse Bilichilde[11], fille de Clotaire Ier, mais cette parenté royale n'est plus prise en compte de nos jours[12],[13],
  - Agilulf, évêque de Metz de 591 à 601,
  - Babon,
  - Déotaire, premier évêque d'Arisitum en 591,
  - Ragenfred.